# Tacna
Tacna je město na jihu Peru. Je hlavním městem stejnojmenného regionu. Je vzdáleno 35 kilometrů od hranic s Chile a leží na Panamerické dálnici nedaleko pobřeží Tichého oceánu. Ve třicátých letech 19. století byla Tacna hlavním městem Peruánsko-bolivijské konfederace. Jeho původní název byl San Pedro de Tacna, první část se později, stejně jako u mnoha dalších měst, přestala používat. V Tacně se nachází národní železniční muzeum.